# Nagy Lajos (járásbíró)
Árvátfalvi Nagy Lajos (Székelyudvarhely, 1865. június 16. – Budapest, 1910. május 23.) királyi járásbíró.

## Élete
Nagy Lajos királyi törvényszéki elnök fia. Középiskoláit a székelyudvarhelyi református kollégiumban, a segesvári szász gimnáziumban és a kolozsvári református főiskolában, az egyetemet Kolozsvárt és Budapesten végezte. Katonai szolgálatát Budapesten a császári és királyi 24. vadászzászlóaljnál teljesítette mint önkéntes; tartalékos hadnaggyá a 31. gyalogezredhez neveztetett ki. Előbb nagyszebeni, majd dévai királyi alügyész volt. 1900. áprilistól vajdahunyadi királyi járásbíró, az ottani református egyházközség főgondnoka, az elemi iskolai gondnokság és a székely társaság elnöke, a hunyadmegyei történti és régészeti társulatnak választmányi tagja volt.
A kolozsvári Ellenzék munkatársa volt (1880-tól, írt tárczákat, uti leveleket, szini kritikákat, Börne- és Heine-fordításokat) a Függetlenség színi kritikusa volt 1884-ben. Jogtudományi dolgozatai a Jog, Jogtudományi Közlöny és a Büntető Jog Tárában jelentek meg.

## Munkája
- A vajda-hunyadi várról. Három fejezetben. I. Vajda-Hunyad. II. A vajda-hunyadi vár és urai. III. A Hunyadiak. Déva, 1902.